# Claus Leichsenring
Claus Leichsenring (* 31. Januar 1943) ist ein deutscher Holzschnitzer und Heimatforscher.

## Leben und Wirken
Der frühere Berufsschullehrer Leichsenring aus Leukersdorf (Fächer Mathematik und Physik) gilt als einer der besten Kenner der Erzgebirgischen Volkskunst. Er ist Autor zahlreicher Fachbeiträge und Bücher zu heimat- und volkskundlichen Themen. Als Vorsitzender der Bezirksarbeitsgemeinschaft Schnitzen / Holzgestaltung beim Rat des Bezirkes Karl-Marx-Stadt wie auch der Bezirksarbeitsgemeinschaft Schnitzen beim Kulturbund der DDR wurde ihm 1986 der Preis für künstlerisches Volksschaffen I. Klasse verliehen. Für seine 2009 publizierte Forschungsarbeit über erzgebirgische Weihnachtspyramiden wurde er im Herbst 2011 mit dem Sächsischen Landespreis für Heimatforschung ausgezeichnet. Im März 2012 wurde ihm in Würdigung seines Lebenswerkes im Rahmen der Erzgebirgischen Schnitzertage in Annaberg-Buchholz das Goldene Schnitzmesser des Erzgebirgsvereins verliehen.
Leichsenring ist Vorsitzender des Leukersdorfer Schnitzvereins, einer der Mitbegründer des Verbandes erzgebirgischer Schnitzer und Mitglied im Redaktionsbeirat der Erzgebirgischen Heimatblätter.

## Werke
- Erzgebirgische Ortspyramiden: Betrachtung, Analyse, Dokumentation. Schneeberg: Zentrum zur Pflege der Erzgebirgischen und Vogtländischen Folklore beim Bezirkskabinett für Kulturarbeit Karl-Marx-Stadt, 1980 (= Glückauf, 1).
- Aus Holz geschnitzt: methodische Hinweise zur schöpferischen Gestaltung. Leipzig: Zentralhaus-Publ., 1984.
- Massefiguren aus dem Erzgebirge. Dresden: Sächsisches Druck- und Verlags-Haus, 1997. ISBN 3-929048-27-2
- Harry Schmidt: Schnitzen meine Welt; Beitrag zur Geschichte des erzgebirgischen Schnitzens. Schneeberg: Sächsische Landesstelle für Volkskultur, 2004.
- Weihnachtsberge & Heimatberge: ein Beitrag zur Geschichte der Volkskultur im sächsischen Erzgebirge. Chemnitz: Gumnior, 2004. ISBN 3-937386-08-4
- Weihnachtspyramiden des Erzgebirges: Entwicklung, Gestaltung, Herstellung. Husum: Verlag der Kunst Dresden, 2009, 2., veränderte Aufl. 2016. ISBN 978-3-86530-124-6
- Leuchterbergmann – Bergmannsleuchter: Geschnitzt, gedrechselt, aus Masse geformt. Husum: Verlag der Kunst Dresden, 2019.  ISBN 978-3-86530-249-6